# Трифунович, Александр
Александр Трифунович (серб. Александар Трифуновић; род. 30 мая 1967, Белград) — баскетбольный игрок, тренер. Главный тренер сборной Азербайджана по баскетболу.

## Карьера игрока
Начал карьеру в клубе «Црвена звезда». Перешёл в «Задар», где играл 3 сезона. Летом 1991 года возвратился в «Црвена звезда».

## Карьера тренера
Являлся главным тренером «Црвена звезда» в сезонах 2001—2002, 2002—2003 и первой половине сезона 2004—2005 (до декабря).
В 2006—2008 годах тренировал «Ритас», Литва. Под руководством  Трифуновича клуб дошёл до финала Кубка Европы УЛЕБ 2006/2007 и вошёл в Топ 16 Евролиги 2007/2008. Также стал победителем Балтийской баскетбольной лиги в сезоне 2008/2009
В межсезонье 2008 года стал главным тренером клуба «Паниониос» (Греция).
21 июля 2009 года стал главным тренером клуба «Спартак» (Санкт-Петербург). Подал в отставку 10 ноября 2009 года.
27 декабря 2009 года возвратился как главный тренер в «Црвена звезда».
В октябре 2010 года вновь стал главным тренером «Ритаса». Довёл команду до топ-16 Евролиги. Занял третье место в розыгрыше 2010/11 Балтийской баскетбольной лиги.
В сезоне 2011/12 возглавил «Жальгирис». Выиграл кубок Литвы, чемпионат Литвы по баскетболу, и розыгрыш Балтийской баскетбольной лиги 2011/12, обыграв в финале «Ритас».
С 5 декабря 2013 по февраль 2015 год являлся главным тренером клуба «Астана».
9 февраля 2016 года по 2017 год являлся главным тренером клуба «Yeşilgiresun Belediye» (Турция).
С 20 июня 2017 года являлся главным тренером «Каршияка» (Турция).
С июня по октябрь 2019 года являлся главным тренером клуба «Игокеа» (Босния).
13 декабря 2020 года вошёл в тренерский штаб Химки.
19 мая 2022 года возглавил сборную Азербайджана по баскетболу.